# Coldred
Coldred är en by i civil parish Shepherdswell with Coldred, i distriktet Dover, i grevskapet Kent, i England. Byn är belägen 16 km från Canterbury. Coldred var en civil parish fram till 1963 när blev den en del av Shepherdswell with Coldred. Civil parish hade 153 invånare år 1961. Byn nämndes i Domedagsboken (Domesday Book) år 1086, och kallades då Colret.